# اللواء 72 مشاة (اليمن)
اللواء 72 مشاة هو لواء مشاة يمني كان يتمركز في مديرية حرف سفيان بمحافظة عمران، ويتبع قوات الحرس الجمهوري سابقًا، أنتقل مقر قيادة اللواء إلى محافظة مأرب، ويتبع عمليات المنطقة العسكرية الثالثة.

## تاريخ
- 2008 شارك اللواء 72 مشاة في المعارك ضد الحوثيين في مديرية حرف سفيان بمحافظة عمران.[5]

## القادة
| م | القائد                   | بداية | نهاية | المدة |
| - | ------------------------ | ----- | ----- | ----- |
| 1 | جهاد علي عنتر            |       |       |       |
| 2 | العقيد صالح الحماسي      |       |       |       |
| 3 | العميد خالد صالح الجماعي | 2018  |       |       |